# Pianosonate in b-mineur (Liszt)

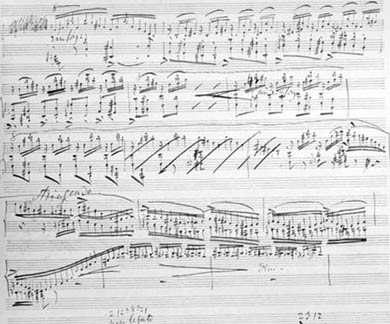
Deel van het manuscript van de pianosonate in b-klein van Liszt

De Pianosonate in b-mineur (ook wel aangeduid met de Duitse benaming Klaviersonate h-Moll) van Franz Liszt uit 1852-1853 neemt een belangrijke plaats in het oeuvre van Liszt, maar ook in het repertoire dat voor piano beschikbaar is. In deze sonate tracht Liszt een groots en monumentaal werk te scheppen voor pianosolo. Het is dan ook het langste pianosolostuk van Liszt. (Met uitzondering op enkele transcripties)

## Delen
De sonate bestaat uit slechts één doorgecomponeerd deel waarin diverse subsecties te onderscheiden vallen die door tempoaanduidingen worden gemarkeerd:
- Lento assai
- Allegro Energico
- Andante Sostenuto
- Allegro Energico

## Inleiding
Liszts sonate is een veelzijdig werk. Enerzijds zit het werk vol 'diabolische' elementen, en bevat de grootse virtuositeit, die zo kenmerkend is voor Liszt's werk uit de middelste periode van zijn leven, maar daarnaast grote invloed van de belcanto, ingewikkelde octavenpassages met wilde sprongen, filigrain passagewerk, sfeertekening, sacrale elementen, symfonische elementen en grote contrasten. Zowel in expressieve als technische zin is het werk veeleisend voor de uitvoerende.

## Achtergrond
De sonate is gecomponeerd in 1852-1853, en voor het eerst uitgevoerd op 27 januari 1857 in Berlijn door Liszts leerling en schoonzoon Hans von Bülow. Conservatieve critici als Eduard Hanslick vielen het stuk af. Brahms viel in slaap tijdens zijn eerste ontmoeting met Liszt toen deze hem het stuk voorspeelde. Pianist en componist Anton Rubinstein had ook kritiek. Maar het stuk werd enthousiast ontvangen door Richard Wagner. De Duitse "Nationalzeitung" noemde het een "uitnodiging om te gaan fluiten en stampen". De sonate werd gepubliceerd door Breitkopf & Härtel in 1854. Het stuk is opgedragen aan Robert Schumann als dank voor Schumanns dedicatie van zijn Fantasia in C, Op.17 (1836) aan Liszt.

## Het stuk

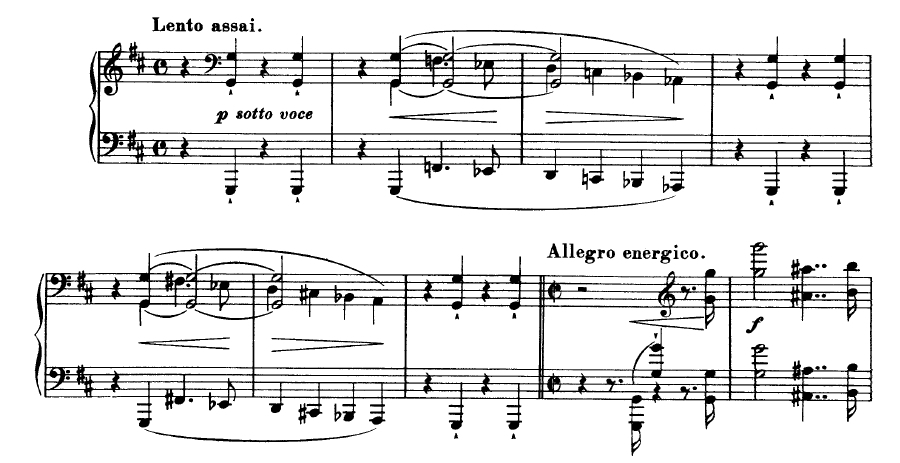
Openingsmaten van de sonate

De sonate bestaat uit een klein aantal motivische elementen die in een grote architectuur met elkaar zijn verweven. De motivische eenheden worden steeds getransformeerd door het werk heen om in een bepaalde context te kunnen werken. Een thema dat het ene moment dreigend of gewelddadig klinkt verandert elders in een prachtige melodie. Deze techniek maakt dat de sonate als een coherent geheel overkomt en geeft het werk de structuur van een zich ontwikkelend drama.
Oppervlakkig beschouwd kent de sonate vier delen, hoewel er geen onderbreking in zit en het werk doorgecomponeerd is. Over deze vier delen heen kan men de sonatevormstructuur herkennen, hoewel precieze afbakening van de traditionele sonatevorm een lange geschiedenis van debat kent. Veel musici en musicologen zijn het er wel over eens dat de doorwerking ruwweg begint met het langzame gedeelte ('Andante Sostenuto') en de reprise met het fugatisch geschreven tweede 'Allegro Energico'. Het openings-lento zou dan een soort korte proloog zijn, een mini-ouverture, alvorens het stuk echt begint. Deze structuur lijkt invloed te hebben van Franz Schuberts "Wandererfantasie". Liszt heeft dat werk goed gekend, uitgevoerd en bewerkt voor piano en orkest. Schubert gebruikte in zijn werk ook een beperkt aantal elementen om een lang niet-programmatisch 4-in-1 stuk te schrijven, en gebruikte eveneens een fugatisch vierde deel. Reeds in 1851 experimenteerde Liszt met een 4-in-1 vorm in een pianowerk getiteld "Grosses Concert-Solo". Dit stuk dat in 1865 in een versie voor twee piano's werd gepubliceerd onder de titel "Concerto pathétique" heeft zowel thematisch verwantschap met de "sonate in b-mineur" als met de later geschreven "Faust Symfonie".
Het rustige pianissimo einde van de sonate is mogelijk een later toegevoegde gedachte. Het originele manuscript wordt bewaard in de Pierpont Morgan Library in New York. Dit manuscript bevat een doorgehaald einde waardoor het werk oorspronkelijk fortissimo zou kunnen eindigen.

## Motieven
- In het begin een duister klinkende dalende toonladder. Deze toonladder verschijnt in diverse liggingen en wordt vaak chromatisch gevarieerd, vooral aan het eind van het werk, waar de coda (epiloog) begint. Binnen de sonate zelf werkt de toonladder als raamwerk dat diverse secties van elkaar scheidt, bijvoorbeeld tussen de expositie en het neventhema in maten 84-104.
- Het hoofdthema/sprongmotief: een stijgend octaaf-motief, gevolgd door sprongen in beide handen, Dit motief staat aan het begin van het Allegro. Ook komt het (gewijzigd) voor vlak voor de reprise begint, maar dan zonder verdubbelingen in de melodie (vanaf maat 460)
- Het hamerslagmotief. Dit motief klinkt als antwoord op het hoofdthema in de bas en wordt vrijwel geheel staccato gespeeld. Het wordt in de literatuur als 'hamerslagmotief' aangeduid. Het motief begint met een opmaat van een 32-sten triool, wat als voorslag klinkt. Dan volgen vier staccato achtsten, één achtste, twee zestienden neerwaarts naar de onder-terts, en nog twee staccato achtsten. Het motief eindigt abrupt in stilte. Het motief verschijnt ook in het midden van de expositie in maat 153, maar nu als lieflijke zangerige cantabile melodie. Om dit te bereiken wordt de notenlengte verdubbeld (augmentatio). Het voorbeeld hieronder is de grondvorm van dit motief. Het ontbreken van staccatotekens is overgenomen uit de nieuwe Liszt Editie:

- Het grandioso: een koraalachtig thema, dat sterk tot zeer sterk klinkt, heroïsch, groots en stralend. het verschijnt na een korte, virtuoze cadensachtige overgangszin met gebroken akkoorden en akkoordsprongen. Liszt gebruikt de uitdrukking 'Grandioso' om het karakter te onderstrepen. Hier staat het in D-groot, de majeurparallel van b-klein. Dit toonsoortverloop komt dikwijls voor in de sonatevorm. Dit thema wordt vooral in het middendeel geciteerd.

- Het andante: in het middendeel is er nog een thema dat niet aan voorgaande verwant is. Het staat in Fis-groot en heeft een rustig melodisch karakter. Gedurende 10 maten zitten er geen herhalingen in de melodie. Het bijbehorende neventhema staat in As-groot. Men zou verwachten in de doorgaans gehanteerde sonatevorm dat dit neventhema in Cis-groot zou staan als men uit zou gaan van de traditionele conventies) Dit neventhema is het nu cantabile uitgevoerde 'hamerslagthema'.

## Verloop
Aan de hand van de gepresenteerde motieven kan men nu het verloop schetsen:
Maat
- 1-7: Raamwerk
- 8-13: Sprongmotief
- 13-17: Hamerslagmotief
- 18-29: Elementen van het sprongmotief
- 30-39: Sprongmotiefelementen en hamerslag per maat afgewisseld
- 40-44: Elementen van het sprongmotief
- 45-54: Vrije spanningsopbouw
- 55-81: Sprongmotief met ontwikkeling
- 82-104: Raamwerk (in de bas)

Vanaf daar begint het neventhema
- 105-119: Grandioso - Motief (in 3/2 maatsoort, eerste motief van het neventhema)
- 120-140: Sprongmotief (weer in 4/4 maatsoort)
- 141-152: Hamerslagmotief
- 153-170: Verdubbelde hamerslag (tweede motief van het neventhema)
- 170-190: Elementen van het sprongmotief (in de bas)
- 190-196: Verdubbelde hamerslagmotief en raamwerk
- 197-204: Vrije korte solocadens
- 205-231: Sprongmotief en tegenbeweging
- 232-238: Solocadens
- 239-254: Cadens met begeleiding
- 255-269: Hamerslagelementen met cadens-elementen
- 270-277: Sprongen
- 278-286: Raamwerk
- 286-296: Sprongmotief met ontwikkeling
- 297-300: Grandioso-Motief (in 3/2 maatsoort)
- 301: Recitatief (vrije maatsoort)
- 302-305: Grandioso-Motief (in 3/2 maatsoort)
- 306-310: Recitatief
- 310-314: Hamerslag
- 315-318: Elementen van het sprongmotief
- 319-330: Hamerslag met sprongmotief (Rechterhand, in grotere notenwaarden)

Vanaf hier begint het langzame middendeel
- 331-348: Lyrisch Andante sostenuto - Melodiethema (3/4 maat)
- 349-362: Verdubbelde hamerslag met cadens-elementen
- 363-380: Grandioso-Motief in halve notenwaarden
- 381-384: Aanloop voor het sprongmotief
- 385-394: Sprongmotief
- 395-415: gevarieerd Andante sostenuto - Melodiethema
- 415-432: Overgang met raamwerkelementen (de dalende toonladder in de bas)
- 433-445: Verdubbelde hamerslag
- 446-459: Raamwerk

Vanaf hier begint de Reprise
- 460-523: Fugato uit sprongmotief en hamerslag
- 524-530: Sprongmotief gevolgd door virtuoze 16-den passages
- 531-540: Sprongmotief afgewisseld met hamerslag, daarbij 16-den passages
- 541-554: 16-den passages
- 555-569: Akkoorden en 16-den passages
- 569-581: Sprongmotief in de bas afgewisseld met dalende toonladders
- 582-599: Overgang en hamerslag
- 600-615: Grandioso- Motief keert terug
- 616-650: Verdubbelde hamerslag, gevolgd door een solocadens

Vanaf dit punt kan men een coda herkennen: alle relevante motieven treden in omgekeerde volgorde op
- 650-672: Stretta: verdubbelde hamerslag, Sprongmotief-elementen
- 673-681: Presto: Dalende toonladders in kwarten
- 682-699: Prestissimo: Akkoorden en achtstenketens
- 700-710: Grandioso-Motief (3/2 maat) met variaties (9 kwartentriolen in plaats van 12 achtsten per maat in de begeleiding)
- 711-728: Lyrisch Andante sostenuto - Melodiethema keert terug (4/4 maat)
- 728-736: „Originele“-Hamerslag in de bas (in b)
- 737-743: Sprongmotief verdeeld over twee handen, maar geen parallelle achtstenpassages
- 743-749: Akkoorden
- 750-754: Raamwerk
- 755-760: Slotakkoorden